# Christoph Kersten
Christoph Kersten (* 15. November 1733 in Staats; † 5. Februar 1796 in Gnadau) war ein Missionar der Herrnhuter Brüdergemeine und Namensgeber des 1768 gegründeten Unternehmens im südamerikanischen Suriname.

## Leben
Kersten wurde in der Altmark als Sohn eines Dorfschullehrers und Küsters geboren. Nach der Schule verließ er im Alter von vierzehn Jahren das Elternhaus und begann zwei Jahre später eine Lehre als Schneider. Nach der Ausbildung versuchte er als Wanderarbeiter seinen Lebensunterhalt zu verdienen.

### Evangelische Brüdergemeine
Im Alter von 25 Jahren kam er in Barby in Kontakt mit der Herrnhuter Brüdergemeine und wurde 1758 in diese Glaubensgemeinschaft aufgenommen. Hier war er sieben Jahre lang als Schreiber und Hausdiener in der Wohngemeinschaft der ledigen Glaubensbrüder tätig. Als 1765 Brüder für die Missionsarbeit gesucht wurden, meldete sich Kersten und er wurde zusammen mit noch zwei anderen Glaubensbrüdern, Krohn und Schmidt, nach Suriname berufen. Die Herrnhuter Brüdergemeine war hier seit 1735 missionarisch tätig.

### Suriname
Da die Herrnhuter Missionare zunächst ihren Lebensunterhalt sichern mussten, bekamen die drei den Auftrag, in der Hauptstadt Paramaribo eine Schneiderei zu gründen. Neben ihrem Broterwerb sollten sie versuchen, Sklaven zu missionieren.
Bereits drei Wochen nach der Berufung verließen Kersten, Krohn und Schmidt Herrnhut in Richtung Zeist und Amsterdam, wo sie an Bord eines Schiffes gingen, um nach Suriname zu segeln.

#### Missionsfirma

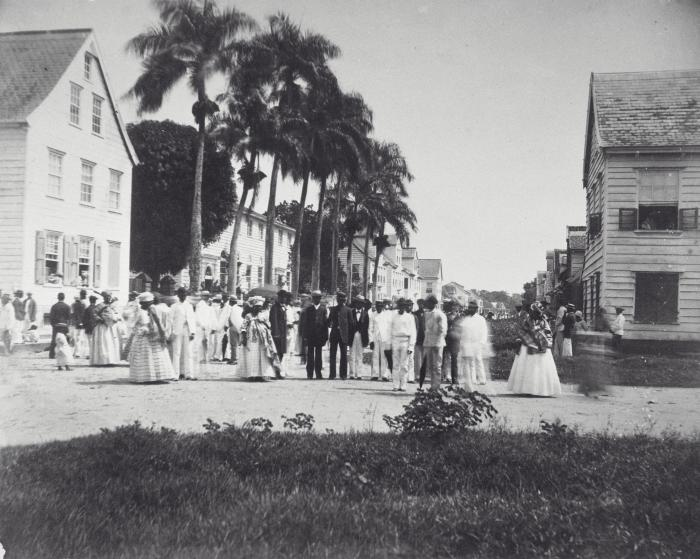
Links das Eckgrundstück Maagden- und Steenbakkerijstraat, dahinter die Große Stadtkirche, Foto zwischen 1880 und 1900

Das Warenhaus der Firma CKC Ecke Steenbakkerij- und Domineestraat circa 1912

Im Januar 1767 konnte die Brüdergemeine ein großes Eckgrundstück mit einem freistehenden zweistöckigen Holzhaus und einigen Nebengebäuden für rund 4.000 surinamische Gulden ersteigern. Das Grundstück lag an der damaligen Stadtgrenze von Paramaribo, der heutigen Maagden- und Steenbakkerijstraat. Hier war in dem großen Haus mehr Platz u. a. für die Schneiderei mit Lager und Verkaufsladen. Am 29. Juni 1768 wurde der Kaufvertrag unterzeichnet und Christoph Kersten, der kurz zuvor die Leitung der Schneiderei übernommen hatte, wurde im Namen der Brüdergemeine Eigentümer des Grundstücks. Damit war der Grundstein für die Missionsfirma gelegt. Die Firma C. Kersten & Co. N.V. naamloze vennootschap, Äquivalent zur Aktiengesellschaft ist das älteste, heute noch bestehende Unternehmen in Suriname, umgangssprachlich schlicht CKC genannt.
Im Jahre 2014 wurde das Warenhaus der Firma CKC, Ecke Steenbakkerij- und Domineestraat in Paramaribo verkauft. Da er den ältesten- und historischen Teil der Glaubensgemeinschaft betraf, sorgte die als intransparent empfundene Transaktion für einigen Unmut unter den Mitgliedern.

#### Heirat, Buschland
Am 29. Januar 1769 heiratete der Leiter der Schneiderei Christoph Kersten die zehn Jahre ältere Witwe Anna Maria Paulsen, geborene Tonn. Die in Zedkittel, in Mähren an der Grenze zu Böhmen geborene Anna Maria war 1742 in die Brüdergemeine aufgenommen worden. Im Jahre 1767 war sie mit ihrem ersten Mann in Zeist zum Missionsdienst unter den Marrons in Suriname berufen worden. Hier starb ihr Mann bereits im September 1767.
Nach der Heirat bereitete sich das Ehepaar Kersten auf die beschwerliche Reise über den Suriname mit seinen Stromschnellen, Klippen und Wasserfällen zum Missionsposten Kwama vor, wo einige Jahre zuvor mit der Missionsarbeit unter den Saramaccanern begonnen worden war. Ihr Aufenthalt im Buschland unter den Saramaccanern sollte mit Unterbrechungen von 1769 bis 1776 dauern. Hier kostete der Streit um das tägliche Überleben viel Energie und das eigentliche Ziel der Bekehrung war von geringem Erfolg gekrönt. Ein Moment der Freude in ihrem Missionsdasein war, als am 6. Januar 1771 mit Alabi (auch Arabi) der erste Marron auf den Namen Johannes getauft wurde. Er war der Sohn des im Jahre 1767 umgekommenen Stammesoberhauptes der Saramaccaner, Abini.

#### Paramaribo

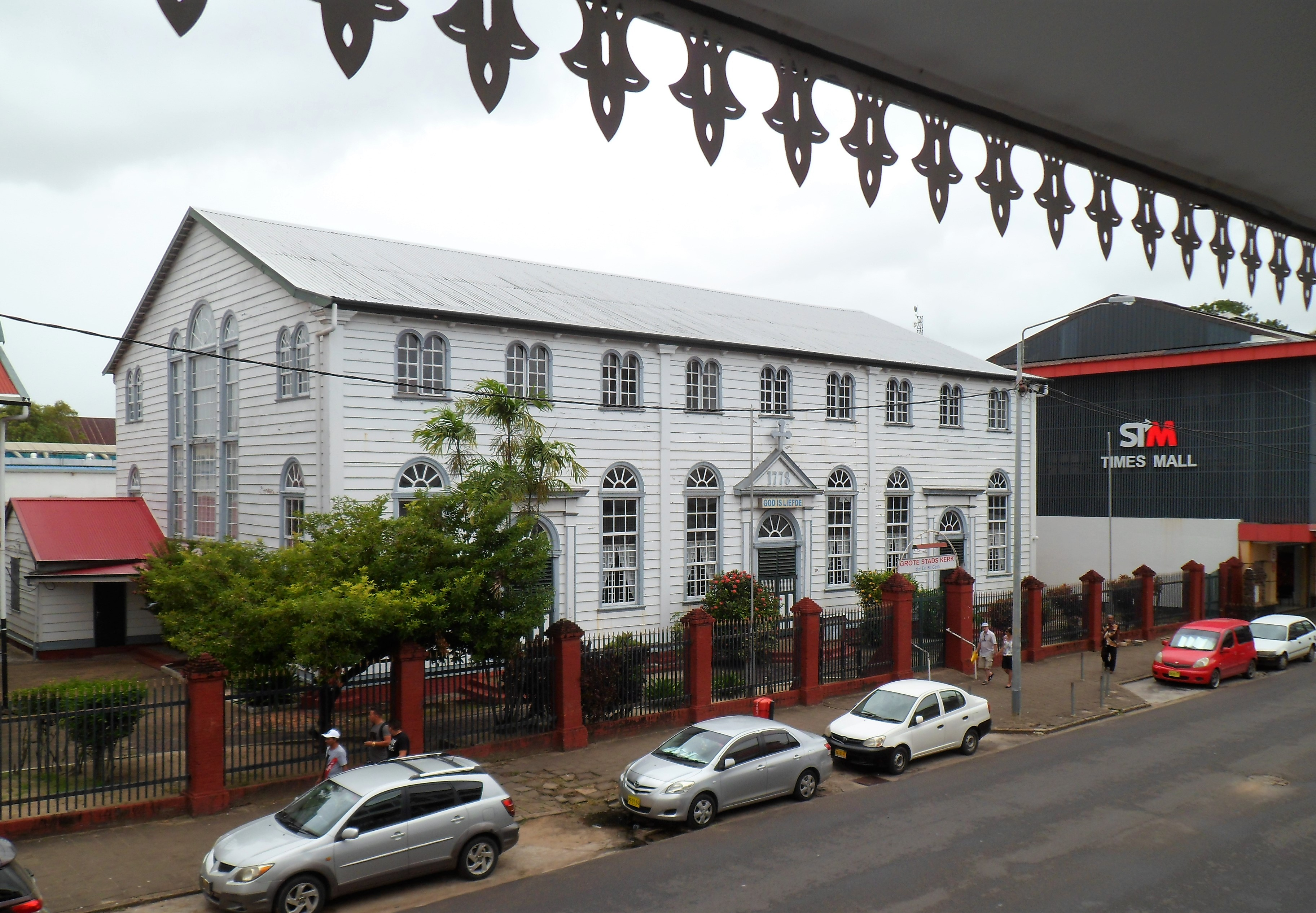
Die Große Stadtkirche, Steenbakkerijstraat, Foto 2019

Im Jahre 1776 erhielt Christoph Kersten die Nachricht, dass er zum Präses und damit Leiter der gesamten Mission in Suriname ernannt worden war. Dies bedeutete, dass er mit seiner Frau in die Stadt zurückkehren musste.
Am 21. Juli 1776 konnte dann der erste Sklave in Paramaribo, der 45-jährige Cupido getauft werden. Er war bei den Missionaren als Schneiderhelfer in Dienst und erhielt den Taufnamen Christiaan.
Unter Präses Kersten wurde am 31. Mai 1778 die erste kleine Sklavenkirche an der Steenbakkerijstraat, wo heute die Große Stadtkirche steht, festlich eingeweiht. Im selben Jahr waren bereits siebzig Sklaven getauft und die kleine Kirche musste schon nach kurzer Zeit erweitert werden.
In diesen für die Herrnhuter fruchtbaren Jahren ersteigerte Kersten außerdem für die Brüdergemeine ein weiteres Nachbargrundstück und es wurden die unternehmerischen Aktivitäten um eine Bäckerei erweitert.
Das Jahr 1780 brachte wenig Erfreuliches. Bruder Kersten wurde ernsthaft krank und er litt ein Jahr lang unter Lähmungserscheinungen. Außerdem brach ein Krieg zwischen
England und der Republik aus. Dieses Ereignis hatte auch Auswirkungen auf die Kolonie. Das Land wurde in Verteidigungsbereitschaft versetzt, viele Menschen flüchteten von der Stadt auf die Plantagen, Lebensmittel wurden erheblich teurer, da fast keine Schiffe mehr aus Europa ankamen. Für die Mission bedeutete dies außerdem, dass sie kaum noch Briefe und Berichte aus der Heimat erhielten und keine neuen Kräfte mehr ankamen.

### Rückkehr
Wegen der schlechten Gesundheit von Bruder Kersten bat das Ehepaar nach fast neunzehn Jahren Missionsarbeit in den Tropen um ihre Ablösung und Rückkehr nach Europa. Am 5. April 1784 verließen sie Suriname in Gesellschaft des freien Negers Cornelius Schipio (auch: Scipio), der durch Kersten getauft worden war und der auf eigene Kosten die Reise nach Europa mitmachte.
Mit Zustimmung der Herrnhuter Direktion zog das Ehepaar nach Gnadau. Hier lebten sie noch zwölf Jahre zusammen, ehe Christoph Kersten 1796 starb. Anna Maria starb am 1. April 1807 im Alter von 84 Jahren.

## Gedenkstein

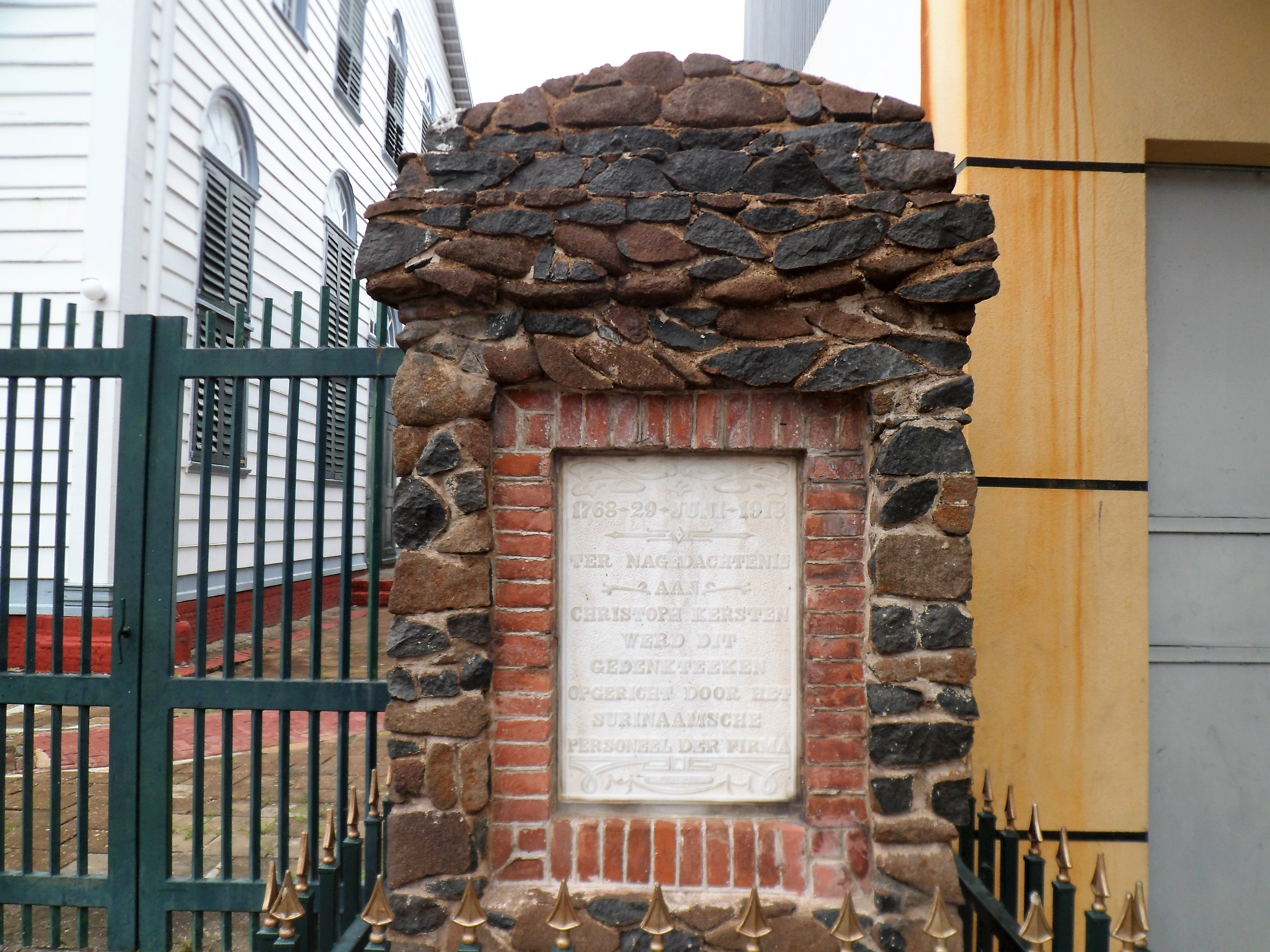

Anlässlich des 150-jährigen Bestehens der Firma C. Kersten & Co (1768–1918)   wurde dieser Gedenkstein rechts neben der Kirche Steenbakkerijstraat errichtet.
Die Inschrift lautet:
1768 - 29 - JUNI – 1918 TER NAGEDACHTENIS AAN CHRISTOPH KERSTEN WERD DIT GEDENKTEEKEN OPGERICHT DOOR HET SURINAAMSCHE PERSONEEL DER FIRMA
Übersetzt: in Erinnerung an Christoph Kersten wird dieses Denkmal durch das surinamische Personal der Firma errichtet.